# Dwór Ksawerów
Dwór Ksawerów – klasycystyczny dwór znajdujący się przy ulicy Ksawerów 13 w Warszawie.

## Historia
Dwór został zaprojektowany przez Wojciecha Bobińskiego i wybudowany w 1840 roku dla szlachcica Ksawerego Pusłowskiego. Przy nim została też wybudowana droga, obecna ulica Ksawerów. Budynek został wzniesiony w południowej części wsi Wierzbno, obecnie część Warszawy, która to została później odłączona, tworząc wieś Ksawerów. Budynek był później rozbudowany.
Podczas II wojny światowej dwór został uszkodzony w czasie obrony Warszawy we wrześniu 1939 i zniszczony w 1944. Odbudowano go w 1945.
Budynek stanowi siedzibę Departamentu Ochrony Zabytków Ministerstwa Kultury i Dziedzictwa Narodowego.

## Charakterystyka
Dwór został zaprojektowany w stylu klasycystycznym, na planie litery T. Posiada jedno piętro, i portyk z czterema kolumnami w porządku jońskim. Wokół budynku znajduje się mały park..